# Ben Metzner
Benjamin Ulrich Metzner (Núremberg, Baviera; 10 de marzo de 1990) es un cantante y compositor multinstrumentista alemán de música Folk Metal. Conocido por ser vocalista de las agrupaciones dArtagnan y Feuerschwanz. También ha colaborado como músico de sesión para agrupaciones como Schandmaul, Lord of the Lost y Visions Of Atlantis.

## Carrera
Ben Metzner comenzó su carrera musical en la adolescencia, mostrando un gran interés por la música tradicional y medieval. Aprendió a tocar varios instrumentos, incluyendo la flauta y la gaita, lo que lo llevó a involucrarse en bandas que fusionan estos estilos con el rock y el metal. En 2007 se une al grupo de rock cómico Feuerschwanz (banda que con el tiempo comenzó a cambiar su sonido hacia el Folk metal), en donde adopta el pseudónimo de “Prinz Richard Hodenherz III”, también conocido simplemente como “Hodi”.

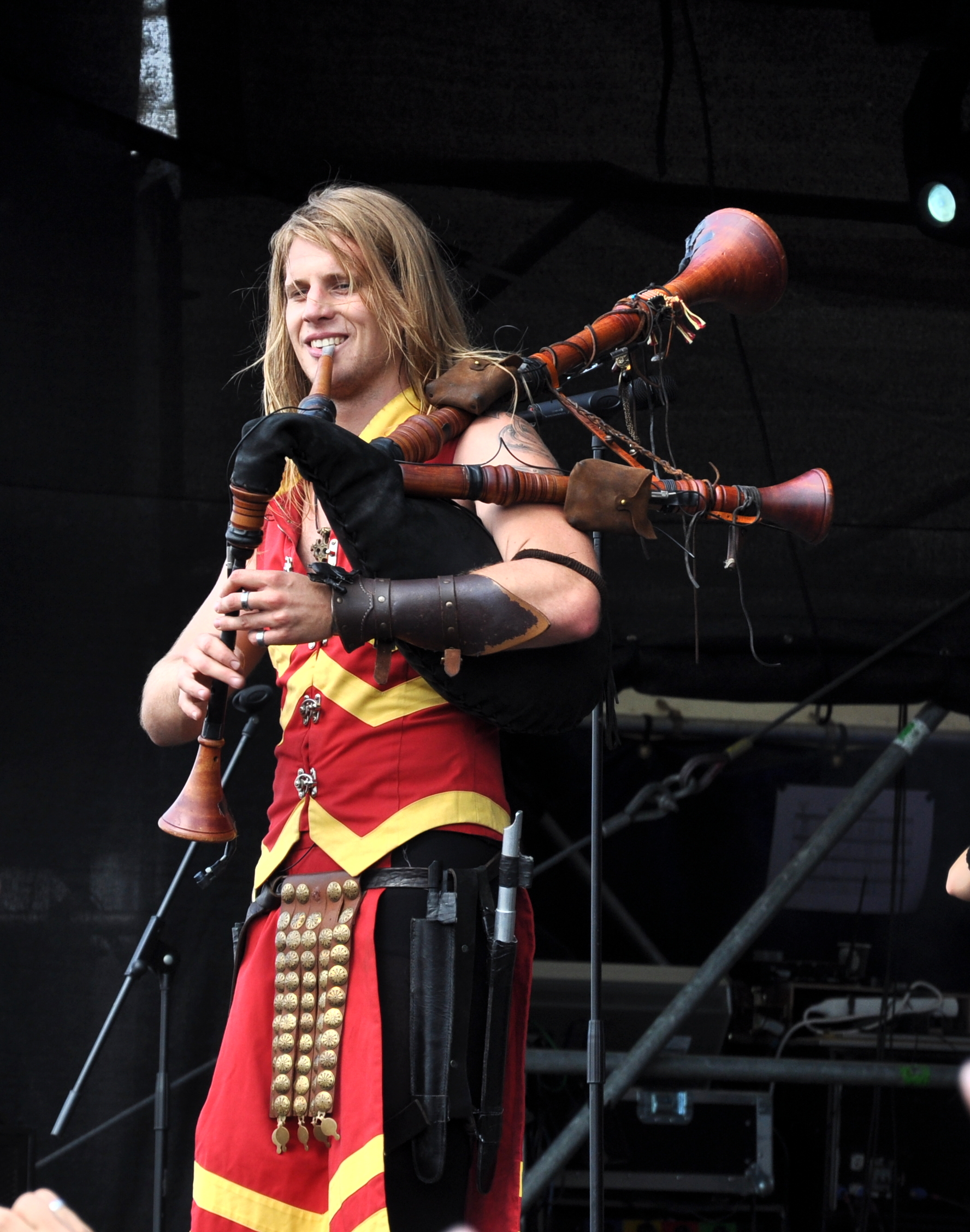
Metzner en un concierto de Feuerschwanz en 2013

En 2015 decide fundar la agrupación dArtagnan junto a quien fuera su compañero de banda en Feuerschwanz, Felix Fischer, y el músico Tim Bernard. Para esta agrupación quiso dar un tono más serio y «dramático», distinto a lo que estaba haciendo en Feuerschwanz, además de apostar por un sonido más comercial.

## Discografía

### Feuerschwanz
- 2009: Metvernichter
- 2011: Wunsch ist Wunsch
- 2012: Walhalligalli
- 2014: Auf's Leben!
- 2016: Sex is Muss
- 2018: Methämmer
- 2020: Das elfte Gebot
- 2021: Memento Mori
- 2023: Fegefeuer
- 2024: Warriors

### dArtagnan
- 2016: Seit an Seit
- 2017: Verehrt und Verdammt
- 2019: In Jener Nacht
- 2021: Feuer & Flamme
- 2022: Felsenfest
- 2024: Herzblut

### Visions of Atlantis
- 2022: Pirates
- 2023: A Pirate's Symphony

## Colaboraciones
| Tema               | Banda            | Álbum                                    | Año  |
| ------------------ | ---------------- | ---------------------------------------- | ---- |
| Night Will Fade    | Beyond the Black | Origins - The Online Acoustic Experience | 2021 |
| Königsgarde        | Schandmaul       | Knüppel Aus Dem Sack                     | 2022 |
| The Dead Don't Die | Dominum          | The Dead Don't Die                       | 2024 |